# Nokia 5
Nokia 5 je pametni telefon znamke Nokia finskega podjetja HMD Global srednjega cenovnega razreda, ki ga poganja mobilni operacijski sistem Android 7.1.1, HMD pa ga mesečno posodablja z varnostnimi posodobitvami in popravki. 
Poganja jo osemjedrni procesor Qualcomm Snapdragon 430.
Ima 16 GB notranjega pomnilnika, ki ga lahko razširimo s kartico microSD do 128GB, in 2 GB delovnega pomnilnika.
Ima 5,2-palični oziroma 13,21-centimetrski zaslon visoke ločljivosti (720p).
Ima glavni fotoaparat velikosti 13 MP z dvotonsko bliskavico za slikanje pri slabši svetlobi in sprednji fotoaparat velikosti 8 MP.

## Predstavitev
Nokia 5 je bila predstavljena dan pred Kongresom mobilne tehnologije v Barceloni 26. februarja 2017 skupaj s pametnima mobilnima telefonoma Nokia 3 in Nokia 6 in prenovljeno različico klasičnega mobilnega telefona Nokia 3310 (2017). Za nakup je na voljo od konca druge četrtine leta 2017.